# バルビー
バルビー（英：Barbet）とは、フランス原産のウォータードッグ犬種である。犬種名はバルベ、バルウィーと表記される事もある。別名はフレンチ・ウォーター・ドッグ（英：French Warter Dog）、グリフォン・ダレー・ア・ポワール・レノー（英：Griffon d'Arrer a Poil Laineux）。

## 歴史
フランス原産のウォーター・ドッグの中では最も古い犬種で、それらの他 日本で非常に人気の高いプードルの先祖にもなっている。15世紀頃に誕生した犬種で、「バルビー」という犬種名は「顎鬚」を意味していると考えられている。ヘンリー4世やルイ15世に気に入られていた犬種で、性格と能力の良さから大切にされていた。主に撃ち落された鳥を回収するレトリーバーとして働き、水中にも泳いで鳥を回収しに行った。又、夏には暑気対策のためコートを刈り取られ、その毛を羊のものと混ぜて紡いで毛糸として使う事も行われた。
かつては人気があった犬種であるが、他地域から別のレトリーバー犬種が輸入された事や第二次世界大戦の戦禍などにより頭数が減少し、希少化してしまった。FCIに公認犬種として登録された現在も頭数が少なく、熱心な愛好家によって保護され、時々ヨーロッパのドッグショーなどに出場することがあるといわれている。2005年時点での世界中のバルビーの頭数は600頭前後であったと見積もられていて、非常に珍しい犬種の一つとして近年注目されている。

## 特徴
長いコートはカールしていて厚く、羊毛状でもこもこしている。更に防寒性が高く、油を多く含み水をよくはじくが、もつれやすくブラッシングしにくいため手入れが少し難しい。毛色はミルクの単色か、ミルクの地にレモンなどの単色の斑が入ったものなど。少し長めの垂れ耳と垂れ尾にも もこもことした飾り毛がある。背中は平らで、マズルは短めで脚が長い。指には水かきがついていて、泳ぐのが大得意である。又、少しなら潜水することも出来る。体高は雄54～60cm、雌55cm前後で体重は雌雄共に20～25kgの中型犬。性格は大人しく従順で献身的である。運動量もそれほど多くなく、性格も良いため飼育がしやすいのではあるが、コートの手入れが難しいのが欠点である。

## 参考
- 『日本と世界の愛犬図鑑2007』（辰巳出版）佐草一優監修
- 『デズモンド・モリスの犬種事典』デズモンド・モリス著書、福山英也、大木卓訳 誠文堂新光社、2007年
- 『日本と世界の愛犬図鑑2009』（辰巳出版）藤原尚太郎編･著